# Tarraby
Tarraby – przysiółek w Anglii, w Kumbrii. W 1870-72 osada liczyła 106 mieszkańców.